# NCAA Division I Men’s Tennis Championships 2003
Bei den NCAA Division I Men’s Tennis Championships wurden 2003 die Meister im US-amerikanischen College Tennis ermittelt. Gespielt wurde vom 10. bis zum 26. Mai auf dem Campus der University of Georgia in Athens.

## Mannschaftsmeisterschaften
| Nr. | Spieler    | Erreichte Runde |
| --- | ---------- | --------------- |
| 01. | Illinois   | Sieg            |
| 02. | Baylor     | Viertelfinale   |
| 03. | Florida    | Viertelfinale   |
| 04. | California | Viertelfinale   |
| 05. | Stanford   | Halbfinale      |
| 06. | UCLA       | Halbfinale      |
| 07. | Vanderbilt | Finale          |
| 08. | Duke       | Achtelfinale    |

| Nr. | Spieler     | Erreichte Runde |
| --- | ----------- | --------------- |
| 09. | Mississippi | Viertelfinale   |
| 10. | Texas A&M   | Achtelfinale    |
| 11. | Minnesota   | 2. Runde        |
| 12. | Tulane      | Achtelfinale    |
| 13. | Kentucky    | 2. Runde        |
| 14. | Texas       | Achtelfinale    |
| 15. | Alabama     | Achtelfinale    |
| 16. | Washington  | Achtelfinale    |

## Einzel

### Setzliste
| Nr. | Spieler           | Erreichte Runde |
| --- | ----------------- | --------------- |
| 1.  | Bobby Reynolds    | Achtelfinale    |
| 2.  | Benedikt Dorsch   | Finale          |
| 3.  | Amer Delić        | Sieg            |
| 4.  | Bo Hodge          | Viertelfinale   |
| 5.  | Tobias Clemens    | 1. Runde        |
| 6.  | Janne Holmia      | 2. Runde        |
| 7.  | Alexander Hartman | 1. Runde        |
| 8.  | David Martin      | 2. Runde        |

| Nr.    | Spieler           | Erreichte Runde |
| ------ | ----------------- | --------------- |
| 9.–16. | Chad Harris       | 1. Runde        |
| 9.–16. | Rameez Junaid     | Viertelfinale   |
| 9.–16. | Michael Kogan     | Achtelfinale    |
| 9.–16. | Hamid Mirzadeh    | Viertelfinale   |
| 9.–16. | Ryan Newport      | 1. Runde        |
| 9.–16. | Aleksandar Vlaski | Halbfinale      |
| 9.–16. | Brian Wilson      | 2. Runde        |
| 9.–16. | Jesse Witten      | 2. Runde        |

## Doppel
| Nr. | Paarung                       | Erreichte Runde |
| --- | ----------------------------- | --------------- |
| 1.  | Richard Barker William Barker | Halbfinale      |
| 2.  | Oliver Maiberger Ryan Redondo | Finale          |
| 3.  | Phillip King Michael Yani     | Achtelfinale    |
| 4.  | Scott Lipsky David Martin     | Halbfinale      |

| Nr.   | Paarung                      | Erreichte Runde |
| ----- | ---------------------------- | --------------- |
| 5.–8. | Diego Acuña Calle Hansen     | Achtelfinale    |
| 5.–8. | Steve Berke Robert Kowalczyk | 1. Runde        |
| 5.–8. | Lester Cook Ante Matijevic   | Achtelfinale    |
| 5.–8. | Michael Kogan Víctor Romero  | Viertelfinale   |